# Herpetological Society of Japan
Die Herpetological Society of Japan (japanisch 日本爬虫両棲類学会 Nihon-Hachūryōseirui-Gakkai), kurz HSJ, ist eine herpetologische Gesellschaft, die Forschungs- und Artenschutzaktivitäten zu den Amphibien und Reptilien Japans durchführt. Sie wurde 1962 gegründet.

## Aktivitäten
Zu den Haupttätigkeiten gehören die Veröffentlichung zweier Fachzeitschriften und die Durchführung von Forschungsvorträgen. Zudem führt sie als Empfehlung eine Liste mit japanischen Standardnamen für alle in Japan vorkommenden Amphibien- und Reptilienarten.
Als am 25. Dezember 2006 erstmals in Japan Chytridiomykose, eine Krankheit, die weltweit verheerende Schäden bei Amphibien anrichtet, bestätigt wurde, verhängte die japanische Regierung gemeinsam mit der Herpetological Society of Japan und anderen  Organisationen einen „Ausnahmezustand als Reaktion auf die Einschleppung der Chytridiomykose“ und unternahm Anstrengungen, um den Schaden einzudämmen.

## Publikationen
Die Herpetological Society of Japan gibt zwei Fachzeitschriften heraus:
- Current Herpetology
- 『爬虫両棲類学会報』 / Bulletin of the Herpetological Society of Japan

Current Herpetology erscheint seit dem Jahr 2000 und setzt die Fachzeitschriften Acta Herpetologica Japonica (1964–1971) und Japanese Journal of Herpetology (1972–1999) fort. Die englischsprachige Zeitschrift ist hinsichtlich der Themenbreite und Autoren international. Sie erscheint zweimal jährlich (Februar und August). Der Bulletin of the Herpetological Society of Japan erscheint dagegen in Japanisch und behandelt regionalere Themen. Die Fachzeitschrift erscheint ebenfalls zweimal jährlich (Mai und November) und wird seit 1999 herausgegeben. Die Ausgaben bis 2008 sind frei verfügbar.